# Симфонія № 8 (Малер)
Симфонія № 8 мі-бемоль мажор, відома як «Симфонія тисячі» (нім. Sinfonie der Tausend) — симфонія Густава Малера, написана в 1906—1907 роках і вперше виконана 12 вересня 1910 року в Мюнхені.
Свою назву симфонія отримала завдяки величезному складу виконавців — її прем'єру здійснювали понад тисячу музикантів — близько 850 хористів та 170 оркестрантів, а для виконання симфонії у Філадельфії Леопольд Стоковський зібрав 1068 виконавців.
Склад оркестру включає по 5 дерев'яних духових, 8 валторн, 4 труби, 4 тромбона, тубу, ударні, челесту, фортепіано, орган, 2 арфи та струнні інструменти. Крім того, додатково задіяно 4 труби та 3 тромбони, які розташовуються над сценою. Також у симфонії задіяно три хори — два мішаних та хор хлопчиків і 8 солістів — 3 сопрано, 2 альта, тенор, баритон і бас.
Симфонія складається з двох частин загальною тривалістю півтори години:
- Перша частина — Hymnus: Veni, Creator Spiritus, написана у сонатній формі, триває близько 25 хвилин.
- Друга частина — Schlußszene aus Goethes «Faust», написана на текст заключної сцени «Фауста» Йоганна Вольфганга фон Гете тривалістю близько години.